# Homem-Hídrico
Homem-Hídrico (Hydro-Man em inglês) é um supervilão/super-herói do Universo Marvel. Ele é um inimigo frequente do Homem-Aranha.Sua primera aparição nas histórias em quadrinhos se deu em Amazing Spider-Man # 212 (janeiro de 1981). Criado por Denny O'Neil e John Romita Jr.

## História
Pode-se dizer que a criação do vilão e herói hídrico foi de inteira responsabilidade do Homem-Aranha. Morrie Bench fazia parte da tripulação do navio no qual estava o herói aracnídeo Homem-Aranha, quando este acabara de travar um duelo com o príncipe submarino Namor. Após a luta se encerrar, o Homem-Aranha havia esbarrado em uma pilha de caixas e esta desabou em cima de Morrie que por sua vez foi lançado ao mar. Na ocasião, a água do mar estava contaminada com substância químicas. O Homem-Aranha lançou-se ao mar para salvá-lo e chegou a pensar que Morrie estava condenado porque havia sido sugado pela hélice do navio, mas Morrie já havia sofrido uma transformação que deixou seu corpo como uma massa de água viva e por isso não foi feito em pedaços. Sem saber o porquê da sobrevivência de Morrie, o Homem-Aranha o resgatou do mar.

## O primeiro confronto
Após descobrir que havia se transformado num homem de água, Morrie culpou o Homem-Aranha pela sua desgraça e jurou vingar-se do herói aracnídeo, o procurando por vários lugares da cidade, por meio de condutores de água como chuveiros, torneiras e esgotos. Quando a luta aconteceu, o Homem-Aranha se viu em desvantagem, pois mesmo com toda sua força não poderia ferir um corpo feito de água, a mesma dificuldade encontrada por ele em suas lutas contra o Homem-Areia. Além disso, o Homem-Hídrico possuía a habilidade de aremessar tiros de água tão fortes quanto disparos de armas de fogo.Após a vitória, o Homem-Aranha arrependeu-se por ter sido o causador da desgraça do vilão e pensou erradamente que o havia liquidado em definitivo.

## Homem Lama
Em seu retorno, ele se fundiu acidentalmente com o Homem-Areia depois de uma briga com ele (de quem é inimigo) e se tornou o Homem-Lama (Amazing Spider-Man # 217-218). Após a fusão ter sido revertida, o Homem-Hídrico passou a fazer parte da formação original dos Doze Sinistros, grupo de criminosos liderados pelo Duende Verde. Depois,de remunerado o Homem-Hídirico se juntou aos Vingadores

## Aparições em outras mídias
- Bench apareceu no desenho animado do Homem-Aranha da década de 1990, como um ex-namorado de Mary Jane Watson. Mary Jane e o Homem-Aranha têm de se unir para derrotar o vilão. Em outro episódio é feito um clone do Homem-Hídrico original, mas ele é ainda apaixonado por Mary Jane, então decide que ela deve ser clonada também.
- Ele apareceu no desenho animado do Quarteto Fantástico de 1994, fazendo parte do Quarteto Terrível.
- No jogo eletronico The Amazing Spider-man em uma das partes da cidade,aparece um hidrante quebrado,ainda soltando água,com a marca de uma mão gigante no chão,que comprova que o Homem-hidrico podera aparecer em outro jogo.